# Benedetto Scortechini
Padre Benedetto Scortechini (Cupramontana, Estados Papales, 1845-Calcuta, India, 4 de noviembre de 1886) fue un clérigo, naturalista, explorador italiano.
Fue uno de los sacerdotes italianos que iniciaron la nueva Diócesis de Brisbane por el obispo James Quinn, luego de la clausura del Concilio Vaticano. Llegó probablemente a Queensland en 1871.
Trabajó en Stanhope y en Roma, y en Gympie de 1873 a 1875. En 1875 es pastor de la parroquia de Logan, donde permaneció nueve años hasta que salió de Australia a comienzos de 1884.
Además de sus deberes pastorales, Scortechini fue apasionado en el estudio de la botánica; y colaboró con el botánico colonial, F.M.Bailey, recogiendo muestras de las diferentes áreas en las que trabajó, especialmente en el Distrito Logan. Hoy 89 de esos especímenes se encuentran en la colección del Herbario de Queensland, una sección del Departamento de Industrias Primarias de Meier Road, Indooroopilly, Brisbane. Y también en los Jardines Reales de Kew, en Londres. Publicó gran parte de su investigación en revistas científicas de la época.

## Algunas publicaciones

### Libros
- pier Andrea Saccardo, giulio Paoletti, benedetto Scortechini. 1888. Mycetes Malacenses: funghi della penisola di Malacca raccolti nel 1885 dall'ab. Benedetto Scortechini. Editor Tip. Antonelli, 42 pp.

## Honores
Fue galardonado como miembro de la Sociedad Linneana de Nueva Gales del Sur, y más tarde de la misma sociedad en Londres. Fue un miembro fundador de la Royal Society de Queensland.

### Epónimos
Género
- (Euphorbiaceae) Scortechinia Hook.f.[1]

Especies
| - (Acanthaceae) Filetia scortechinii C.B.Clarke - (Annonaceae) Cyathocalyx scortechinii (King) J.Sinclair - (Annonaceae) Melodorum scortechinii Finet & Gagnep. - (Araliaceae) Schefflera scortechinii R.Vig. - (Arecaceae) Eleiodoxa scortechinii (Becc.) Burret | - (Asclepiadaceae) Secamone scortechinii (King & Gamble) Klack. - (Caesalpiniaceae) Caesalpinia scortechinii (F.Muell.) Hattink - (Convolvulaceae) Argyreia scortechinii (Prain) Prain ex Hoogland - (Gesneriaceae) Didymocarpus scortechinii (Ridl.) B.L.Burtt | - (Loranthaceae) Baratranthus scortechinii Tiegh. - (Rhamnaceae) Stenanthemum scortechinii (F.Muell.) Maiden & Betche - (Rubiaceae) Carinta scortechinii (King) Thoth. - (Theaceae) Taonabo scortechinii Szyszył. - (Vitaceae) Tetrastigma scortechinii Gagnep. |

- La abreviatura «Scort.» se emplea para indicar a Benedetto Scortechini como autoridad en la descripción y clasificación científica de los vegetales.[16]

## Honores
Fue galardonado como miembro de la Sociedad Linneana de Nueva Gales del Sur, y más tarde de la misma sociedad en Londres. Fue un miembro fundador de la Royal Society de Queensland.

### Epónimos
Género
- (Euphorbiaceae) Scortechinia Hook.f.[1]

Especies
| - (Acanthaceae) Filetia scortechinii C.B.Clarke - (Annonaceae) Cyathocalyx scortechinii (King) J.Sinclair - (Annonaceae) Melodorum scortechinii Finet & Gagnep. - (Araliaceae) Schefflera scortechinii R.Vig. - (Arecaceae) Eleiodoxa scortechinii (Becc.) Burret | - (Asclepiadaceae) Secamone scortechinii (King & Gamble) Klack. - (Caesalpiniaceae) Caesalpinia scortechinii (F.Muell.) Hattink - (Convolvulaceae) Argyreia scortechinii (Prain) Prain ex Hoogland - (Gesneriaceae) Didymocarpus scortechinii (Ridl.) B.L.Burtt | - (Loranthaceae) Baratranthus scortechinii Tiegh. - (Rhamnaceae) Stenanthemum scortechinii (F.Muell.) Maiden & Betche - (Rubiaceae) Carinta scortechinii (King) Thoth. - (Theaceae) Taonabo scortechinii Szyszył. - (Vitaceae) Tetrastigma scortechinii Gagnep. |

- La abreviatura «Scort.» se emplea para indicar a Benedetto Scortechini como autoridad en la descripción y clasificación científica de los vegetales.[17]